# Mureș (distrikt)
Mureș (el. Mures) er et distrikt i Transsylvanien i Rumænien med 580.851 (2002) indbyggere. Hovedstad er byen Târgu Mureş.
Distriktet blev skabt i 1968 i forbindelse med reorganiseringen af den rumænske administrative inddeling. Tidligere var dette område en del af Magyarernes autonome region.

## Byer
- Târgu Mureș
- Sighișoara
- Reghin
- Târnăveni
- Iernut
- Luduş
- Sovata
- Miercurea Nirajului
- Sărmaşu
- Sângeorgiu de Pădure
- Ungheni

## Kommuner
| - Acăţari - Adămuş - Albeşti - Aluniş - Apold - Aţintiş - Bahnea - Band - Batoş - Băgaciu - Băla - Bălăuşeri - Beica de Jos - Bichiş | - Bogata - Brâncoveneşti - Breaza - Ceuaşu de Câmpie - Cheţani - Chiheru de Jos - Coroisânmărtin - Cozma - Crăciuneşti - Cucerdea - Cuci - Daneş - Deda - Eremitu | - Ernei - Fântânele - Fărăgău - Găleşti - Găneşti - Gheorghe Doja - Ghindari - Goldeni - Gorneşti - Grebenişu de Câmpie - Gurghiu - Hodac - Hodoşa - Ibăneşti | - Iclănzel - Ideciu de Jos - Livezeni - Lunca - Lunca Bradului - Măgherani - Mica - Miheşu de Câmpie - Nadeş - Neaua - Ogra - Papiu Ilarian - Pănet - Păsăreni | - Petelea - Pogăceaua - Râciu - Răstoliţa - Ruşii-Munţi - Sâncraiu de Mureş - Sângeorgiu de Mureş - Sânger - Sânpaul - Sânpetru de Câmpie - Sântana de Mureş - Saschiz - Solovăstru - Stânceni | - Suplac - Suseni - Şăulia - Şincai - Tăureni - Valea Largă - Vânători - Vărgata - Vătava - Veţca - Viişoara - Voivodeni - Zagăr - Zau de Câmpie |